# Toxine HT-2
La toxine HT-2 est une mycotoxine de la famille des trichothécènes. Elle est toxique pour l'homme et les animaux. Elle est produite notamment par Fusarium sporotrichioides, F. langsethiae et F. poae.
Le comité scientifique pour les aliments humains (CSAH) a établi une dose journalière admissible de 0,06 μg·kgpc-1. Cette dose s'applique aux toxines T-2 et HT-2 combinées.